# 양자주의
양자주의(兩者主義, bilateralism)는 두 주권 국가 간의 정치적, 경제적 또는 문화적 관계의 수행이다. 단일 국가 또는 여러 국가가 공동으로 활동하는 일방주의 또는 다자주의와 대조적이다. 국가가 서로를 주권 국가 로 인정하고 외교 관계에 동의하면 양자 관계가 형성된다. 양자 관계를 가진 국가는 대사와 같은 외교 대리인을 교환하여 대화와 협력을 촉진한다.자유 무역 협정 (FTA) 또는 해외 직접 투자 (FDI)와 같은 경제 협정은 두 국가가 서명한 양자주의의 일반적인 예이다. 대부분의 경제협정은 체약국의 특성에 따라 서로 우대하기 위해 체결되기 때문에 일반화된 원칙이 아닌 상황에 따른 차별화가 필요하다. 따라서 양자주의를 통해 국가는 특정 계약 국가에만 적용되는 보다 맞춤화된 계약과 의무를 얻을 수 있다. 그러나 국가는 다자 전략보다 거래 비용이 더 많이 낭비되기 때문에 트레이드 오프에 직면하게 될 것이다. 양자 전략에서는 각 참가자에 대해 새로운 계약을 협상해야 한다. 따라서 거래비용이 낮고 경제적으로 '생산자 잉여'에 해당하는 조합원 잉여가 높을 때 선호되는 경향이 있다. 더욱이 이것은 영향력 있는 국가가 자유주의적 관점에서 작은 국가에 대한 통제를 원할 경우 효과적일 것이다. 작은 국가와 일련의 양자 협정을 구축하면 국가의 영향력이 커질 수 있기 때문이다.

## 상세
양자주의 대 다자주의의 장점에 대한 오랜 논쟁이 있어 왔다. 양자주의에 대한 첫 번째 거부는 제1차 세계 대전 이후에 많은 정치가들이 복잡한 전쟁 전 양자 조약 체계가 전쟁을 불가피하게 만들었다고 결론지었을 때 나왔다. 이것은 다자간 국제 연맹 (26년 만에 실패로 해산됨)의 창설로 이어졌다.
대공황 이후 양자 무역 협정에 대한 유사한 반응이 발생했는데, 그 때 그러한 협정이 경기 침체를 심화시키는 관세 인상의 악순환을 도왔다는 주장이 제기되었다. 따라서 제2차 세계대전 이후 서방은 관세 및 무역에 관한 일반협정 (GATT)과 같은 다자간 협정으로 눈을 돌렸다.
유엔과 세계무역기구(WTO)와 같은 현대적 다자체제의 높은 인지도에도 불구하고 대부분의 외교는 여전히 양자 차원에서 이루어진다. 양자주의는 대부분의 타협에 의존하는 다자 체제에서 결여된 유연성과 용이성을 가지고 있다. 또한, 권력, 자원, 돈, 군비 또는 기술의 격차는 합의 중심의 다자 외교에 비해 강대국이 긍정적인 측면으로 간주할 수 있는 양자 외교에서 강한 쪽이 더 쉽게 악용할 수 있다., 1주 1표 규칙이 적용된다.
2017년 연구에 따르면 양자간 조세 조약은 "이중 과세를 방지하고 국제 투자를 장려하기 위해 국가 간 정책을 조정"하기 위한 것이지만 "다국적자가 조약 쇼핑에 참여하고, 국가의 재정 자율이 제한되며, 정부는 낮은 세율을 유지하는 경향이 있다."

## 같이 보기
- 다자주의
- 일방주의